# TSV Grunbach
Der TSV Grunbach ist ein Sportverein aus der Gemeinde Engelsbrand im Enzkreis.

## Geschichte
Nach dem Gewinn des Meistertitels in der Verbandsliga Baden in der Saison 2011/12 gehören die Fußballer des TSV erstmals der fünftklassigen Oberliga Baden-Württemberg an. Nach einem 13. Platz in der Aufstiegssaison spielte der TSV folgenden Saison 2013/14 lange um den Meistertitel mit. Im April 2014 kündigten die Grunbacher an, auf eine Lizenz für die Regionalliga zu verzichten. Als Grund wurden die vielen Auflagen für das Stadion genannt.
Im Gespräch war anschließend eine Fusion der Fußballabteilung des TSV mit dem 1. CfR Pforzheim, bei der das Oberligaspielrecht auf den CfR übertragen werden sollte. Als dies scheiterte, gingen beide Vereine eine Kooperation ein. Viele Spieler des TSV wechselten im Sommer 2014 zum damaligen Verbandsligisten nach Pforzheim, während sich der TSV aus der Oberliga zurückzog und nur noch in der Kreisliga antrat. Dem CfR gelang ein Jahr später der Aufstieg in die Oberliga.
Seine Heimspiele trägt der TSV im Eichbergstadion in der Eichbergstraße 75 im Ortsteil Grunbach aus. Neben Fußball bietet der TSV Grunbach auch weitere Sportarten wie Volleyball, Turnen oder Taekwondo an.

## Erfolge
- Meister der Verbandsliga Baden und Aufstieg in die Oberliga Baden-Württemberg 2012

## Persönlichkeiten
- Serhat Akın, ehemaliger türkischer Nationalspieler und mehrfacher türkischer Meister mit Fenerbahçe Istanbul
- Fatih Ceylan, ehemaliger türkischer Fußballprofi
- Dirk Prediger, ehemaliger Spieler des FC St. Pauli und der Stuttgarter Kickers
- Daniel Reule, ehemaliger Zweitligaspieler des Karlsruher SC und SV Waldhof Mannheim
- Manuel Salz, ehemaliger Torwart in der ersten Bundesliga für den SC Freiburg